# Sembene!
¡Sembene! es un documental de 2015 sobre la vida del cineasta senegalés Ousmane Sembène, considerado el padre del cine africano. Está codirigido por Samba Gadjigo y Jason Silverman. El estreno mundial tuvo lugar en el Festival de Cine de Sundance en enero de 2015. También se presentó en el Festival de Cine de Cannes y el Festival de Cine de Venecia.

## Sinopsis
¡Sembene! cuenta la historia del novelista y cineasta autodidacta Ousmane Sembène, proporcionada por Gadjigo, quien escribió su biografía. Sembène pasó de ser un trabajador a un poderoso portavoz de África.

## Recepción
Mantiene una calificación positiva del 95% basada en 19 reseñas en el sitio web Rotten Tomatoes. Bilge Ebiri de la revista New York la incluyó en la lista de las diez mejores películas de 2015, y la describió como "un testimonio no solo del amor por las películas, sino también del poder de las ellas". Chaz Ebert la incluyó como la octava favorita en su resumen de películas de 2015, "Listening From Muy Heart:16 Films to Remember" (Escuchando desde mi corazón: 16 películas para recordar).